# 博罗雷
博罗雷（義大利語：Borore），是意大利撒丁大区努奥罗省的一个市镇。总面积42.74平方公里，人口2220人，人口密度51.9人/平方公里（2009年）。ISTAT代码为091011。